# Obala komaraca (1986.)
Obala komaraca (eng. The Mosquito Coast) je američki film iz 1986. godine kojeg je režirao Peter Weir, a koji je temeljen na istoimenom romanu autora Paula Therouxa. U filmu su glavne uloge ostvarili Harrison Ford, Helen Mirren i River Phoenix. Priča filma prati obitelj koja odlazi iz SAD-a kako bi pronašla sretniji i jednostavniji život u džunglama Srednje Amerike. Međutim, njihov raj u džungli ubrzo se pretvara u čistu distopiju budući otac i glava obitelji s vremenom postaje sve nestabilniji i agresivniji. Film je sniman u gradovima Cartersville i Rome u državi Georgiji te dodatno u Baltimoreu (država Maryland) i Belizeu. 

## Radnja
Film započinje naracijom Charlieja Foxa (River Phoenix) koji objašnjava da je njegov otac, Allie Fox (Harrison Ford) briljantan izumitelj koji je odustao od studiranja na Harvardu. Allie više ne može podnijeti priče o "Američkom snu" i prezire američki konzumerizam, vjerujući da Amerikanci "kupuju smeće, prodaju smeće i jedu smeće" te da je na horizontu skorašnji nuklearni rat koji će se dogoditi zbog američke pohlepe i kriminala.
Allie i Charlie odlaze u dućan kako bi kupili dijelove za novi izum - mašinu za pravljenje leda koju zovu Debeljko. Nakon što Allie vidi da je jedan od proizvoda koji namjerava uzeti napravljen u Japanu, odbija ga kupiti. Umjesto toga, on i Charlie pronađu dijelove na lokalnom odlagalištu otpada pa Allie uskoro završava svoj izum i dolazi do svog šefa i vlasnika farme na kojoj obitelj Fox živi, gospodina Polskog (Dick O'Neill) kako bi mu ga prezentirao. Polski se žali da Allie ne obavlja svoje poslove za koje ga je unajmio, a njegov izum Polskog ostavlja potpuno ravnodušnim. Vozeći se kroz polja, Allie komentira imigrante koji beru šparoge i ističe da tamo odakle oni dolaze vjerojatno za led misle da je neka vrsta dijamanta.
Te iste večeri, sin Jerry govori "Majci" (Helen Mirren) da vjeruje da će se nešto užasno dogoditi vrlo uskoro na što Majka samo odmahne glavom objašnjavajući da ona vjeruje da će se dogoditi nešto dobro. Sljedećeg jutra Allie organizira zabavu za radnike imigrante prije nego što svojoj obitelji kaže da svi zajedno odlaze iz SAD-a. Uskoro se ukrcaju na brod gdje upoznaju svećenika Spellgooda (Andre Gregory), kršćanskog misionara, njegovu suprugu (Melanie Boland) i njihovu kćerku Emily (Martha Plimpton). Na brodu Emily flertuje s Charliejem. Allie i svećenik se pokušavaju sprijateljiti, unatoč tome što imaju potpuno drugačije religiozne poglede. Uskoro brod pristane u Belizeu, a svaka obitelj ode svojim putem. Allie, uz dopuštenje lokalne vlade, uspijeva kupiti malo selo imena Jeronimo u kišnim šumama pored rijeke.
Gospodin Haddy (Conrad Roberts) odvozi Alliea i njegovu obitelj rijekom do Jeronima. Allie upoznaje domoroce i započne graditi novu, "naprednu" civilizaciju u procesu smišljajući nove izume. Lokalci prihvaćaju Allieja i njegovu obitelj, ali njegova volja da sagradi utopijsku civilizaciju sprečava ih da rade do svog maksimuma. Jednoga dana posjećuje ih velečasni Spellgood kako bi preobratio Jeronimove građane. Allie i Spellgood se posvađaju te na kraju Allie otjera svećenika sa svog posjeta. Uskoro započinje gradnju velikog Debeljka koji će Jeronimo opskrbljivati ledom. Nakon što je završio rad na stroju, Allie začuje glasine o plemenu domorodaca koji žive u planinama i koji led nikad nisu vidjeli. Uz pomoć dvojice sinova, Allie se zaputi na putovanje prema plemenu noseći ogromnu santu leda kroz džunglu. Međutim, netom prije dolaska do plemena, led se potpuno rastopi, a Allie saznaje da su ih već posjetili misionari. Nakon što se vrati u Jeronimo saznaje da je Spellgood otišao s većinom populacije plašeći ih pričama o Božjoj biblijskoj destrukciji.
Skoro prazan grad uskoro posjećuju pobunjenici koji zahtijevaju da im Jeronimo posluži kao baza. Allie i njegova obitelj ih prihvaćaju dok Allie cijelo vrijeme smišlja plan kako ih se riješiti. Odlučan u tome da ih smrzne, Allie ih smješta u ogroman stroj, a nakon toga kaže Charlieju da se popne na krov i zatvori ga kako pobunjenici ne bi imali gdje pobjeći. Nakon što zapali vatru, pobunjenici u panici pokušavaju pucnjavom proći kroz veliki stroj, ali ta pucnjava na Alliein užas stvori veliku eksploziju koja u potpunosti uništi ne samo stroj, već i kompletan Jeronimo. Ono što je još gore, zbog eksplozije se zagadila i rijeka koja se nalazi u blizini pa obitelj više ne može ostati tu živjeti.
Prisiljeni spustiti se niz rijeku, Allie i njegova obitelj dolaze do obale. Majka i djeca su radosna, vjerujući da se mogu vratiti u SAD. Ali Allie, odbijajući vjerovati u to da je njegov san uništen, svečano objavljuje da sve što im je potrebno imaju na plaži te usput laže obitelji da je Amerika uništena u nuklearnom ratu. Smještajući se na obali u malenoj kućici koju je izgradio i odbijajući pomoć od gospodina Haddyja usput ga i vrijeđajući, paranoidni Allie vjeruje da je njegova obitelj uspjela u ostvarivanju utopije. Međutim, jedne večeri nakon strašne oluje obitelj skoro završi na pučini mora, ali Charlie u zadnji čas daje Allieju svjećice (koje mu je potajno dao Haddy) kojima otac uspijeva upaliti motor. Obitelj postaje psihički i fizički sve slabija zbog nedostatka hrane, skrovišta i nedostatka ljudi s kojima bi komunicirali. Još jedanput putujući uzvodno, Allie i njegova obitelj naiđu na Spellgoodovu misionarsku crkvu. Dok ostatak obitelji spava, Charlie i Jerry se potajno približavaju Spellgoodovom domu i nakon što im Emily kaže da Amerika nije razorena u nuklearnom ratu te da će im pomoći u bijegu, Charlie uzima ključ od njihovog džipa. Prije nego Charlie uspije nagovoriti Majku i njegove sestre za odlazak, Allie spali Spellgoodovu crkvu. Svećenik nakon toga puca u Alliea, paralizirajući ga od vrata nadolje. Obitelj nakon toga bježi svojim brodom.
Film završava s obitelji koja pluta nizvodno, dok u isto vrijeme Allie dolazi k svijesti i pada u nesvijest. Allie upita svoju suprugu da li i dalje idu uzvodno. Ona mu laže - na taj način prvi puta u životu okrenuvši se protiv muža. Charliejeva naracija na kraju sugerira Alliejevu smrt, ali i nadu da ostatak njegove obitelji od sada može živjeti slobodno.

## Glumačka postava
- Harrison Ford kao Allie Fox
- Helen Mirren kao "Majka" Fox
- River Phoenix kao Charlie Fox
- Conrad Roberts kao gdin Haddy
- Andre Gregory kao velečasni Spellgood
- Martha Plimpton kao Emily Spellgood
- Melanie Boland kao gđa Spellgood
- Dick O'Neill kao gdin Polski
- Jadrien Steele kao Jerry Fox
- Hilary Gordon kao April Fox
- Rebecca Gordon kao Clover Fox
- Alice Heffernan-Sneeds kao gđa Polski
- William Newman kao kapetan Smalls
- Aurora Clavel kao gđa Maywit

## Produkcija
Producent Jerome Hellman otkupio je prava na Therouxovu knjigu čim je ona objavljena, a Weir se obavezao režirati ga. Jack Nicholson u početku je razmatran za glavnu ulogu, ali je djelomično odustao i zbog toga što za vrijeme snimanja u Belizeu ne bi mogao gledati utakmice L.A. Lakersa. Umjesto toga prihvatio je ulogu u filmu Vrijeme nježnosti (za koju će osvojiti nagradu Oscar) - ulogu koja je prethodno ponuđena upravo Harrisonu Fordu.
Nakon što je film već bio u fazi pret-produkcije, a Weir već otišao u Srednju Ameriku tražeći lokacije za snimanje, financijska potpora filmu je propala i projekt je suspendiran. U međuvremenu, Weiru je ponuđena režija filma Svjedok u kojoj je glavnu ulogu također tumačio Harrison Ford. Film Svjedok, koji je postao prva američka produkcija ovog redatelja iz Australije, bio je kritički i komercijalni uspjeh nominiran u čak osam kategorija za prestižnu nagradu Oscar uključujući i one za najboljeg redatelja, glavnog glumca i film godine. Tijekom produkcije Svjedoka Weir je razgovarao o Obali komaraca s Fordom koji se jako zainteresirao za ulogu Allieja Foxa (premda je njegov agent bio manje entuzijastičan oko cijele priče). Nakon što je Ford prihvatio ulogu, financije i distributera za film sada je bilo puno lakše naći (na kraju su to bili Saul Zaentz i kompanija Warner Bros.).
Snimanje je počelo 7. veljače 1986. godine u Belizeu, a završilo 26. travnja prije nego što su se preselili u državu Georgia (zbog snimanja i Weir i Ford nisu bili prisutni na dodjeli Oscara gdje su obojila bili nominirani za Svjedoka). Jedan dio montaže u post-produkciji bio je obavljen u Australiji.
U filmu Obala komaraca svoju posljednju ulogu u karijeri odigrala je Butterfly McQueen koja je imala važnu ulogu u filmskom klasiku Zameo ih vjetar. Ona u filmu glumi osobu koja ide u crkvu, a u pravom životu bila je pravi ateist. U filmu se također nakratko pojavljuje i glumac Jason Alexander koji će kasnije postati popularan kao George Costanza u televizijskoj seriji Seinfeld.
River Phoenix i Martha Plimpton započeli su se privatno viđati nakon što su se upoznali na snimanju ovog filma. Njihova veza trajat će nekoliko godina tijekom koje će također zajedno glumiti u filmu Prazan hod redatelja Sidneyja Lumeta. Također, nakon što ga je upoznao na snimanju ovog filma Harrison Ford je predložio redatelju Stevenu Spielbergu da glumca angažira kao mladog Indianu Jonesa u trećem nastavku ovog popularnog serijala koji je snimljen 1989. godine.

## Kritike i zarada
Film nije bio pretjerano uspješan kod kritike i publike. Siskel i Ebert nisu se slagali u svojim mišljenjima; Siskel je filmu dao "palce gore", a Ebert "palce dole" kritizirajući film "dosadnim". Vincent Canby iz New York Timesa prozvao je film "potpuno jednoličnim". U svojoj kritici za Los Angeles Times Sheila Benson je napisala: "Snimio je Obalu komaraca na način da je progresivna s Foxovim mentalnim stanjem: od bijesa do eksplozije pa sve do uragana; međutim, film nas ne ostavlja s apoteozom već s iscrpljenošću." Negativne kritike koje je film dobio natjerale su Forda da ga u javnosti brani: "Kritike su pomiješane i imam osjećaj da se u nekim kuloarima prema filmu uopće ne tretira fer. Nikad nisam vidio da se kritičari prema ozbiljnom filmu tako loše ophode. I mislim da nisu u pravu. Ne smeta me što sam sad ovdje i govorim protiv negativnih kritika... Nisam branitelj filma, ali želim da publika čuje i druga mišljenja. Kritičari pogledaju film i onda ga požure kritizirati. Ovo je ona vrsta filma koja dobro sjedne tek nakon par dana. Uznemirujući je i natjerava vas na razmišljanje. Ostaje s vama."
Na popularnoj Internet stranici Rotten Tomatoes film ima 75% pozitivnih ocjena na temelju 20 kritika uz prosječnu ocjenu od 6.4/10.
Budžet filma iznosio je 25 milijuna, ali je u SAD-u zaradio tek 14 milijuna dolara.

## Vanjske poveznice
- Obala komaraca u internetskoj bazi filmova IMDb-a
- Obala komaraca (1986.) na Rotten Tomatoes
- Produkcijske bilješke  Arhivirana inačica izvorne stranice od 18. srpnja 2011. (Wayback Machine)